# لو تشن
لو تشن (بالإنجليزية: Lu Chen)‏ (بالصينية: 陈路) هي عالمة أعصاب صينية وأمريكية، ولدت في 1972 في الصين.